# Źródła prawa w polskim porządku prawnym
 Źródła prawa w polskim porządku prawnym – pojęcie stosowane w nauce prawa polskiego obejmujące rodzaje aktów regulujących organizację i funkcjonowanie organów państwowych oraz stosunki administracji z podmiotami - obywatelami. Do podstawowych sposobów pojmowania źródeł prawa polskiego należy rozróżnienie źródeł prawa w znaczeniu materialnym, formalnym oraz poznawczym. W ujęciu materialnym źródłem prawa jest wszystko to, co wpływa na powstawanie prawa. Pojęcie źródeł prawa w znaczeniu formalnym oznacza rezultat działalności kompetentnego organu państwowego, w którym jest wyrażone prawo. Źródła prawa w znaczeniu formalnym tworzą hierarchiczny układ aktów normatywnych. Pierwszorzędne znaczenie odgrywa Konstytucja, następnie ustawy oraz akty podstawowe o różnej mocy prawnej (powszechnie obowiązujące wszystkie podmioty w danym państwie względnie adresowane do określonej grupy adresatów). Źródła prawa w znaczeniu formalnym są rezultatem procesu tworzenia (stanowienia) prawa. Źródła prawa są jednocześnie źródłami poznania prawa, w przypadku gdy dowiadujemy się z nich o treści obowiązującego w danym czasie prawa.

## Akty stanowienia prawa powszechnie obowiązującego
Zgodnie z art. 87 Konstytucji Rzeczypospolitej Polskiej źródłami powszechnie obowiązującego prawa Rzeczypospolitej Polskiej są:
- Konstytucja
- umowy międzynarodowe ratyfikowane za uprzednią zgodą wyrażoną w ustawie
- ustawy
- umowy międzynarodowe ratyfikowane bez uprzedniej zgody wyrażonej w ustawie
- rozporządzenia
- akty prawa miejscowego (na obszarze działania organów, które je ustanowiły).

Ponadto do źródeł prawa powszechnie obowiązującego zalicza się ustawy o zmianie Konstytucji, rozporządzenia z mocą ustawy wydane na podstawie art. 234 Konstytucji i inne nieuchylone akty prawne o mocy ustawy. Dotyczy to obowiązujących rozporządzeń Prezydenta RP z mocą ustawy wydanych w okresie II Rzeczypospolitej i dekretów wydanych w okresie tzw. Polski Ludowej.

### Konstytucja RP
Konstytucja jest najwyższym prawem Rzeczypospolitej Polskiej, a jej przepisy stosuje się bezpośrednio, chyba że sama stanowi inaczej (art. 8 Konstytucji RP). Z Konstytucją RP muszą być zgodne wszystkie pozostałe źródła prawa powszechnego lub wewnętrznego.
Konstytucja RP określa podstawowe zasady funkcjonowania państwa, ustala katalog źródeł prawa powszechnie obowiązującego, podstawowe wolności oraz prawa i obowiązki człowieka i obywatela, ustrój władzy ustawodawczej, wykonawczej i sądowniczej, podstawy i zakres działania organów kontroli państwowej i ochrony prawa, a także zasady działania państwa w sytuacji szczególnych zagrożeń, regulując podstawy wprowadzania trzech stanów: wojennego, wyjątkowego i klęski żywiołowej.

### Ustawy
Ustawa jest podstawowym aktem stanowienia prawa powszechnie obowiązującego. Ustawę wydaje Sejm RP. Sposób opracowania ustawy oraz jej uchwalenia, jak również sposób i zakres współdziałania Sejmu z Senatem określa Konstytucja RP (art. 121).
Uchwaloną w parlamencie (tzn. przez Sejm i Senat) ustawę Marszałek Sejmu przedstawia do podpisu Prezydentowi RP. Prezydent RP podpisuje ustawę w ciągu 21 dni i zarządza jej ogłoszenie w Dzienniku Ustaw Rzeczypospolitej Polskiej, chyba że w tym terminie wystąpił do Trybunału Konstytucyjnego z wnioskiem w sprawie zgodności ustawy z Konstytucją RP. Prezydent odmawia podpisania ustawy, którą Trybunał Konstytucyjny uznał za niezgodną z Konstytucją RP. Jeżeli jednak niezgodność dotyczy niektórych przepisów, a Trybunał nie orzekł, że są one nierozerwalnie związane z całą ustawą, Prezydent RP po zasięgnięciu opinii Marszałka Sejmu, podpisuje ustawę z pominięciem przepisów uznanych za niezgodne z Konstytucją RP albo zwraca ustawę Sejmowi w celu usunięcia niezgodności.
Jeżeli Prezydent Rzeczypospolitej nie wystąpił z wnioskiem do Trybunału Konstytucyjnego może przekazać ustawę Sejmowi do ponownego rozpatrzenia. Po ponownym uchwaleniu ustawy przez Sejm większością 3/5 głosów w obecności co najmniej połowy ustawowej liczby posłów Prezydent RP podpisuje ustawę w ciągu 7 dni i zarządza jej ogłoszenie w Dzienniku Ustaw Rzeczypospolitej Polskiej.
Szczególny tryb uchwalenia ustawy budżetowej przewidziany jest w Konstytucji RP. Ustawa zasadnicza wskazuje na termin wniesienia przez Radę Ministrów projektu ustawy budżetowej do Sejmu (co najmniej trzy miesiące przed początkiem roku budżetowego), lecz także skraca Senatowi termin uchwalenia ewentualnych poprawek z 30 do 20 dni, a Prezydentowi RP termin podpisu ustawy budżetowej z 21 do 7 dni. Odbiera ona też Prezydentowi RP prawo do przekazywania ustawy budżetowej Sejmowi do ponownego rozpatrzenia. Nakłada również na Trybunał Konstytucyjny obowiązek orzeczenia o niezgodności ustawy budżetowej w ciągu dwóch miesięcy od dnia złożenia wniosku przez Prezydenta RP w Trybunale Konstytucyjnym.
W tym samym trybie zostaje uchwalona ustawa o prowizorium budżetowym. Ustanawia się ją, gdy trzeba określić dochody i wydatki budżetu państwa w okresie krótszym niż rok budżetowy.
Warunkiem wejścia w życie ustawy jest jej ogłoszenie w sposób określony przez ustawę. Sprawy te regulują przepisy ustawy z 20.07.2000 r. o ogłoszeniu aktów normatywnych i niektórych innych aktów prawnych. Stanowi ona, że ustawę ogłasza się w Dzienniku Ustaw Rzeczypospolitej Polskiej.

### Ratyfikowane umowy międzynarodowe
Umowy międzynarodowe wymagające ratyfikacji zawiera Rada Ministrów. Ratyfikacja umów międzynarodowych i ich wypowiadanie należą do Prezydenta RP jako reprezentanta państwa w stosunkach zewnętrznych. O ratyfikacji lub wypowiedzeniu takiej umowy Prezydent RP ma obowiązek zawiadomić Sejm i Senat.
Ratyfikacja niektórych umów międzynarodowych, jak również ich wypowiedzenie wymagają uprzedniej zgody wyrażonej w ustawie. Umowy te dotyczą:
- pokoju, sojuszy, układów politycznych lub układów wojskowych
- wolności, praw lub obowiązków obywatelskich określonych w Konstytucji
- członkostwa Rzeczypospolitej Polskiej w organizacji międzynarodowej
- znacznego obciążenia państwa pod względem finansowym
- spraw uregulowanych w ustawie lub w których Konstytucja wymaga ustawy
- przekazania organizacji międzynarodowej lub organowi międzynarodowemu kompetencji organów władzy państwowej w niektórych sprawach.

Obowiązek ratyfikowania określa ustawa z dnia 14.04.2000 r. o umowach międzynarodowych. Według tej ustawy ratyfikacji podlegają wszystkie umowy międzynarodowe, które wymagają uprzedniej zgody wyrażonej w ustawie oraz na podstawie których Polska przekazuje organizacji międzynarodowej lub organowi międzynarodowemu kompetencje organów państwowych, a także umowy międzynarodowe, które przewidują wymóg ratyfikacji albo ją dopuszczają, a szczególne okoliczności to uzasadniają.
Ratyfikacji wymagają także niektóre akty prawne Unii Europejskiej, o których mowa w Traktacie o Unii Europejskiej oraz Traktacie o funkcjonowaniu Unii Europejskiej, wymienione w art. 12 ust. 2a ustawy o umowach międzynarodowych z 2000 r.
Każdą ratyfikowaną umowę międzynarodową ogłasza się w Dzienniku Ustaw Rzeczypospolitej Polskiej. Z chwilą ogłoszenia staje się ona częścią krajowego porządku prawnego i jest ona bezpośrednio stosowana, chyba że jej stosowanie jest uzależnione od wydania ustawy.

### Rozporządzenia
Zgodnie z Konstytucją RP prawo do wydawania wymienionych rozporządzeń mają:
- Prezydent RP (art. 142 ust. 1)
- Rada Ministrów (art. 146 ust. 4 pkt 2)
- Prezes Rady Ministrów (art. 148 pkt 3)
- minister kierujący działem administracji rządowej (art. 149 ust. 2)
- wchodzący w skład Rady Ministrów przewodniczący określonego w ustawie komitetu
- Krajowa Rada Radiofonii i Telewizji (art. 213 ust. 2).

Według art. 92 ust. 1 Konstytucji RP rozporządzenia są wydawane na podstawie szczególnego upoważnienia zawartego w ustawie i w celu jej wykonania. Upoważnienie określa organ właściwy do wydania rozporządzenia i zakres spraw przekazanych do uregulowania oraz wytyczne dotyczące treści rozporządzenia. Oznacza to, że rozporządzenie może być wydane tylko w celu rozwinięcia spraw, którym poświęcona jest ustawa, przy czym rozwinięcie to nie może być dowolne, lecz musi być zgodne z ustawą (wolą ustawodawcy).
Konstytucja RP określa możliwość wydania rozporządzenia z mocą ustawy oraz rozporządzenia o wprowadzeniu stanu wojennego lub wyjątkowego albo stanu klęski żywiołowej. W czasie stanu wojennego, gdy Sejm nie ma możliwości zebrania się na posiedzenie Prezydent RP na wniosek Rady Ministrów wydaje rozporządzenie z mocą ustawy. Rozporządzenie takie podlega zatwierdzeniu przez Sejm na najbliższym posiedzeniu.
Przedmiotem takiego rozporządzenia są tylko sprawy wymienione w art. 228 ust. 3 i 4 Konstytucji RP, a więc:
- zasady działania organów władzy publicznej oraz zakres w jakim mogą zostać ograniczone wolności oraz prawa człowieka i obywatela,
- podstawy, zakres oraz tryb wyrównania strat majątkowych wynikających z ograniczenia wolności i praw człowieka i obywatela.

Konstytucja RP wymaga, aby rozporządzenie z mocą ustawy było wydane w celu przywrócenia normalnego funkcjonowania państwa, a działania podjęte odpowiadały stopniowi zagrożenia.
Rozporządzenia wprowadzające stany nadzwyczajne są wydawane w szczególnym trybie i okolicznościach określonych w Konstytucji RP. Rozporządzenia są ogłaszane w Dzienniku Ustaw Rzeczypospolitej Polskiej. Stanowi tak ustawa z dnia 20.07.2000 r. o ogłoszeniu aktów normatywnych i niektórych innych aktów prawnych. Rozporządzenie wchodzi w życie w terminie 14 dni od dnia jego ogłoszenia, od której to zasady ustawa przewiduje możliwość pewnych wyjątków.

### Akty prawa miejscowego
Zgodnie z Konstytucją RP źródłami prawa powszechnie obowiązującego są również akty prawa miejscowego. Zakres obowiązywania tych aktów jest ograniczony do obszaru działania organu, który ustanowił taki akt. Organy administracji rządowej ogólnej i specjalnej oraz organy samorządu terytorialnego powołane są do ustanawiania akt na podstawie i w granicach upoważnień zawartych w ustawie. (art. 94 Konstytucji RP).
Rodzaje, nazwę i przedmiot aktów prawa miejscowego określa ustawa o wojewodzie i administracji rządowej w województwie, ustawy o jednostkach samorządu terytorialnego, ustawy określające kompetencje innych organów terenowych do stanowienia aktów prawa miejscowego, a tryb ogłaszania - ustawa o ogłaszaniu aktów normatywnych i niektórych innych aktów prawnych.
Ustawa z 23.01.2009 r. o wojewodzie i administracji rządowej w województwie wskazuje, że wojewoda i organy administracji niezespolonej stanowią - na podstawie i w granicach upoważnień zawartych w ustawach - akty prawa miejscowego obowiązujące na obszarze województwa lub jego części. W zakresie nieuregulowanym w ustawach lub innych przepisach powszechnie obowiązujących wojewoda wydaje rozporządzenia porządkowe, jeśli jest to niezbędne do ochrony życia, zdrowia lub mienia oraz zapewnienia porządku, spokoju i bezpieczeństwa publicznego.
Ustawa z 5.06.1998 r. o samorządzie województwa określa, że na podstawie tej ustawy oraz na podstawie upoważnień udzielonych w innych ustawach i w granicach sejmik województwa stanowi akty prawa miejscowego obowiązujące na obszarze województwa lub jego części. Aktami tymi reguluje się w szczególności:
- ustrój samorządu województwa
- zasady gospodarowania mieniem wojewódzkim
- zasady i tryb korzystania z wojewódzkich obiektów i urządzeń użyteczności publicznej
- zasady i tryb przeprowadzania konsultacji z mieszkańcami województwa
- zasady, tryb i harmonogram opracowywania strategii rozwoju województwa i programów wojewódzkich[4].

Z kolei ustawa z 5.06.1998 r o samorządzie powiatowym przewiduje, że rada powiatu stanowi akty prawa miejscowego obowiązujące na obszarze powiatu. Podstawą prawną tych aktów są upoważnienia zawarte w odrębnych ustawach oraz ustawie o samorządzie powiatowym. Ich przedmiotem są w szczególności:
- sprawy wymagające uregulowania w statucie
- przepisy porządkowe
- szczególny tryb zarządzania mianem powiatu
- zasady i tryb korzystania z powiatowych obiektów i urządzeń użyteczności publicznej[5].

Rada stanowi akty prawa miejscowego w formie uchwały, chyba że ustawa upoważniająca stanowi inaczej. Rada wydaje przepisy porządkowe, jeżeli jest to niezbędne do ochrony życia, zdrowia lub mienia obywateli, ochrony środowiska naturalnego albo zapewnia spokoju, porządku i bezpieczeństwa publicznego. Ustawa wymaga aby:
- przyczyny wydania przepisów porządkowych występowały na obszarze więcej niż jednej gminy
- przyczyny wydania przepisów były na tyle poważne, aby można było o nich powiedzieć, że są „przypadkiem szczególnie uzasadnionym”
- przepisy te wydano tylko w sytuacji braku przepisów powszechnie obowiązujących, które można by zastosować do osiągnięcia wymienionych celów[5].

W przypadkach niecierpiących zwłoki przepisy porządkowe wydaje także zarząd. Uchwała zarządu wymaga zatwierdzenia przez radę na najbliższej sesji. Jeżeli nie zostaną one przedłożone do zatwierdzenia albo rada odmówi ich zatwierdzenia, to tracą one moc obowiązującą w terminie określonym przez radę.
Również ustawa z 8.03.1990 r. o samorządzie gminnym przewiduje, że:
- gminie przysługuje prawo stanowienia aktów prawa miejscowego na obszarze gminy na podstawie upoważnień zawartych w odrębnych ustawach
- na podstawie ustawy o samorządzie gminnym organy gminy wydają akty prawa miejscowego w zakresie:
  -  wewnętrznego ustroju gminy oraz jednostek pomocniczych
  -  organizacji urzędów i instytucji gminnych
  - zasad zarządu mieniem gminy
  - zasad i trybu korzystania z gminnych obiektów i urządzeń użyteczności publicznej
- w zakresie nieregulowany w odrębnych ustawach lub innych przepisach powszechnie obowiązujących rada gminy wydaje przepisy porządkowe, gdy jest to niezbędne do ochrony życia lub zdrowia obywateli oraz zapewnienia porządku, spokoju i bezpieczeństwa publicznego[6].

Według ustawy z dnia 20.07.2000 r. o ogłaszaniu aktów normatywnych i niektórych innych aktów prawnych wszystkie akty prawa miejscowego są objęte obowiązkiem niezwłocznego ogłoszenia w wojewódzkim dzienniku urzędowym. Wyjątek stanowią akty niezawierające przepisów powszechnie obowiązujących, gdyż odrębna ustawa daje możliwość wyłączenia obowiązku ich ogłoszenia. W pierwszej kolejności przepisy porządkowe ogłaszane są drodze obwieszczenia, a także w sposób zwyczajowo przyjęty na danym terenie lub w środkach masowego przekazu, następnie w wojewódzkim dzienniku urzędowym.
Akty zawierające przepisy powszechnie obowiązujące, ogłaszane w dziennikach urzędowych, wchodzą w życie po upływie 14 dni od dnia ich ogłoszenia, chyba że dany akt określił termin dłuższy. W uzasadnionych przypadkach akty wchodzą w życie w terminie krótszym niż 14 dni. Jeżeli wymaga tego ważny interes państwa, a zasady demokratycznego państwa prawnego nie stoją temu na przeszkodzie, dniem wejścia w życie aktu jest dzień jego ogłoszenia w dzienniku urzędowym. Akty, które zawierają przepisy porządkowe wchodzą w życie po upływie 3 dni od dnia ich ogłoszenia. W szczególnych przypadkach, gdy zwłoka ich w wejściu w życie powoduje nieodwracalne szkody lub poważne zagrożenia życia, zdrowia lub mienia, akty te wchodzą w życie w terminie krótszym.
Akty prawa miejscowego wydawane na podstawie ustaw są ogłaszane w okresie od dnia ogłoszenia danej ustawy, a przed dniem jej wejścia w życie. Akt taki nie może wejść w życie wcześniej niż ustawa upoważniająca.

## Akty stanowienia prawa o charakterze wewnętrznym

### Uchwały Sejmu, Senatu i Rady Ministrów
Uchwały Sejmu i Senatu są aktami normatywnymi, które mają charakter wewnętrzny. Wydawane są na podstawie ustawy lub Konstytucji RP. Uchwała samoistna była oparta na ogólnej normie kompetencyjnej, ustalonej na podstawie ustawy określającej zadania organu lub zakres jego działania. Organ podejmujący uchwałę samoistną nie rozwijał przepisów ustawy poświęconej określonym sprawom, lecz ustanawiał nowe przepisy z reguły także o charakterze techniczno-organizacyjnym.
Po wejściu w życie Konstytucji RP z 1997 r. Rada Ministrów podejmuje jedynie uchwały o charakterze wewnętrznym, a więc obowiązujące tylko podległe jednostki organizacyjne. Uchwały są wydawane na podstawie przepisów prawa, wyznaczając Radzie Ministrom zadania i kompetencje, na podstawie art. 146 Konstytucji RP lub art. 2 ust. 1 ustawy o Radzie Ministrów.

### Zarządzenia Prezydenta RP, Prezesa Rady Ministrów oraz ministrów
Zarządzenia podobnie jak uchwały mają charakter normatywny lub nienormatywny. Zarządzenia normatywne są wydawane przez: Prezydenta RP, Prezesa Rady Ministrów, ministrów, które mają charakter wewnętrzny i są wydawane na podstawie ustawy. Nie mogą one stanowić podstawy decyzji wobec obywateli, osób prawnych ani innych podmiotów.

### Akty prawa miejscowego o charakterze wewnętrznym
Organy samorządu terytorialnego ustanawiają akty normatywne wewnętrzne. Skierowane są one do podległych jednostek organizacyjnych i mają ogólny charakter. Przykładem takich aktów jest uchwała rady gminy o uchwaleniu studium uwarunkowań i kierunków zagospodarowania przestrzennego gminy.

### Nieratyfikowane umowy międzynarodowe
Nieratyfikowane umowy międzynarodowe zawierają centralne i terenowe organy państwowe jak również publiczne w sprawach należących do ich zakresu działania i kompetencji, które wynikają z odrębnej ustawy lub ratyfikowanej umowy międzynarodowej. Do zawierania takich umów upoważnione są wszystkie wyżej wymienione organy, poza Radą Ministrów. Przede wszystkim są to ministrowie, urzędy centralne oraz organy samorządu terytorialnego i zawodowego. Umowy takie zatwierdza i wypowiada Rada Ministrów (art. 146 ust. 4 pkt 10 Konstytucji RP).